# Orłoweć (wieś)
Orłoweć (ukr. Орловець) – wieś na Ukrainie, w obwodzie czerkaskim, w rejonie czerkaskim. W 2001 liczyła 2260 mieszkańców, wśród których 2219 jako ojczysty język wskazało ukraiński, 36 rosyjski, 2 mołdawski, 1 białoruski, a 2 inny.

## Urodzeni
- Michaił Sinica